# Hypoxis leucotricha
Hypoxis leucotricha là một loài thực vật có hoa trong họ Hypoxidaceae. Loài này được Fritsch mô tả khoa học đầu tiên năm 1901.